# Liste von Persönlichkeiten der Kommune Bærum
Die Liste von Persönlichkeiten der Kommune Bærum enthält Personen, die in Bærum geboren wurden sowie solche, die dort zeitweise gelebt haben, jeweils chronologisch aufgelistet nach dem Geburtsjahr.

## In Bærum geborene Persönlichkeiten

### Bis 1900
- Christian C. A. Lange (1810–1861), Historiker und Archivar
- Dagfin Werenskiold (1892–1977), Maler und Bildhauer
- Gustav Bayer (1895–1977), Turner
- Thoralf Strømstad (1897–1984), Skisportler

### 1901 bis 1950

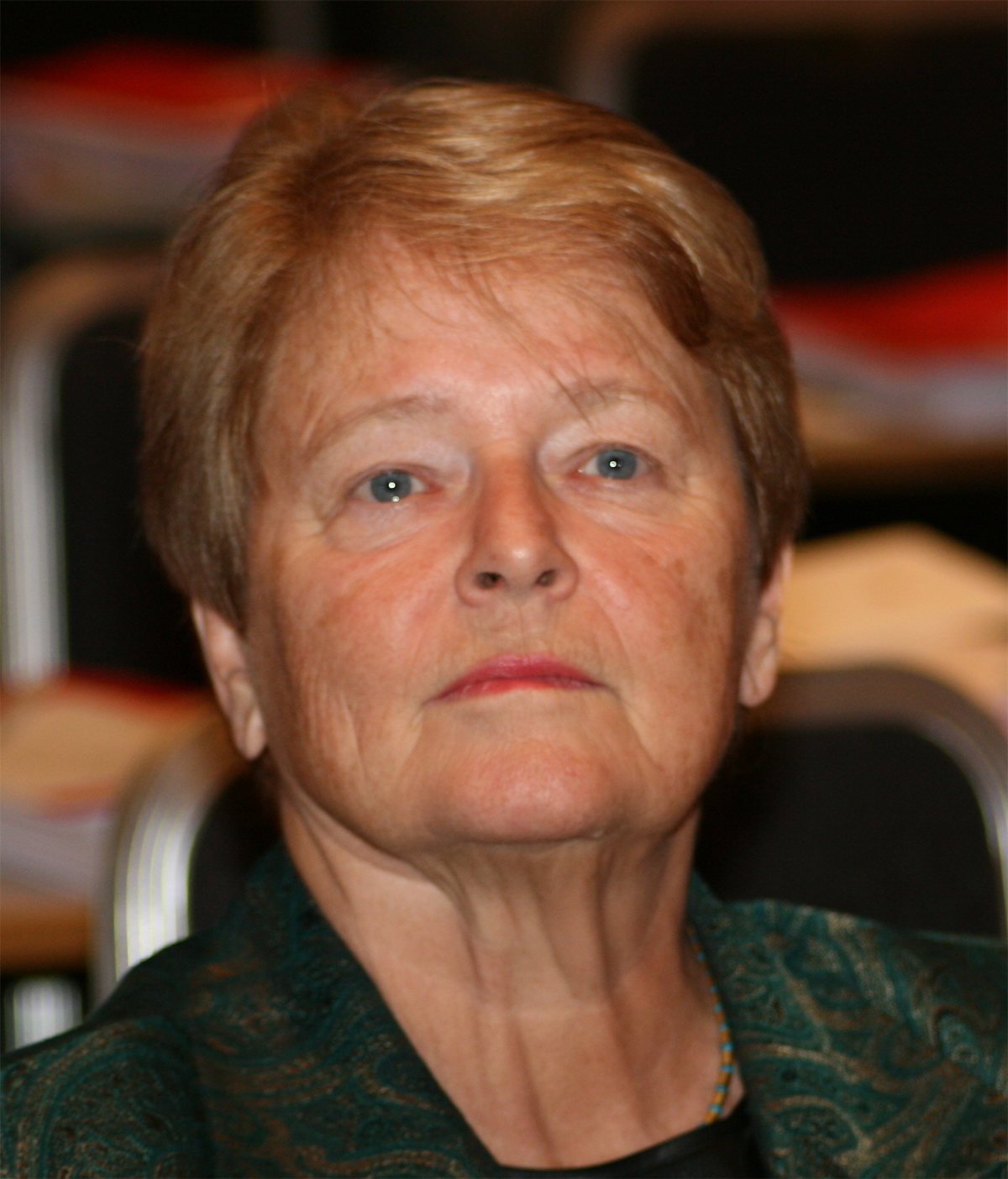
Gro Harlem Brundtland

- Narve Bonna (1901–1976), Skispringer
- Alf Tveten (1912–1997), Segler
- Terje Rollem (1915–1993), Oberst und Anführer des Milorg
- Eivind Skabo (1916–2006), Kanute
- Victor Sparre (1919–2008), Maler
- Ivar Mathisen (1920–2008), Kanute
- Eva Nordland (1921–2012), Pädagogin, Autorin und Friedensaktivistin
- Jon Ola Norbom (1923–2020), Ökonom und Politiker
- Kristian Bergheim (1926–2010), Jazz-Tenorsaxophonist und Bandleader
- Jan Erik Düring (1926–2014), Schauspieler und Regisseur
- Toralv Maurstad (1926–2022), Schauspieler, Regisseur und Theaterleiter
- Thomas Haug (1927–2023), Ingenieur und Mobilfunk-Pionier
- Arne Bakker (1930–2009), Fußball-, Bandy- und Eishockeyspieler
- Finn Alnæs (1932–1991), Schriftsteller
- Inger Bjørnbakken (1933–2021), Skirennläuferin
- Gustav Arne Kramer (1934–2019), Drehbuchautor, Jazzautor und Hörfunkmoderator
- Anita Thallaug (1938–2023), Schauspielerin und Sängerin
- Ulf Sand (1938–2014), Politiker
- Gro Harlem Brundtland (* 1939), Politikerin, Ministerpräsidentin
- Kjell Varvin (* 1939), Mixed-Media-, Installations- und Konzeptkünstler
- Odd Reinsfelt (1941–2022), Kommunalpolitiker
- Steinar Amundsen (1945–2022), Kanute
- Ole Nafstad (* 1946), Ruderer
- Wenche Øyen (* 1946), Malerin und Illustratorin

### 1951 bis 1980
- Kristin Ørmen Johnsen (* 1953), Politikerin

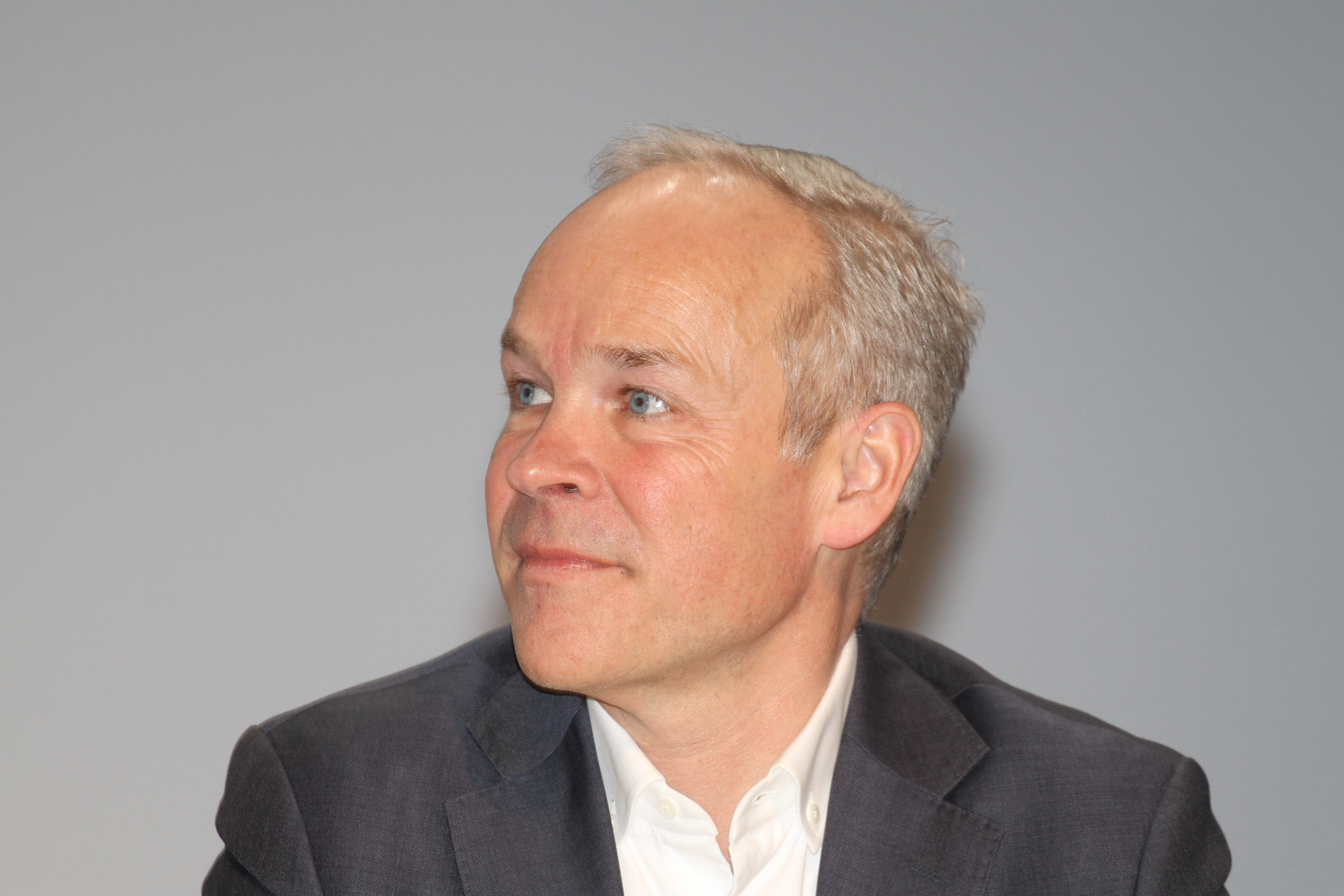
Jan Tore Sanner

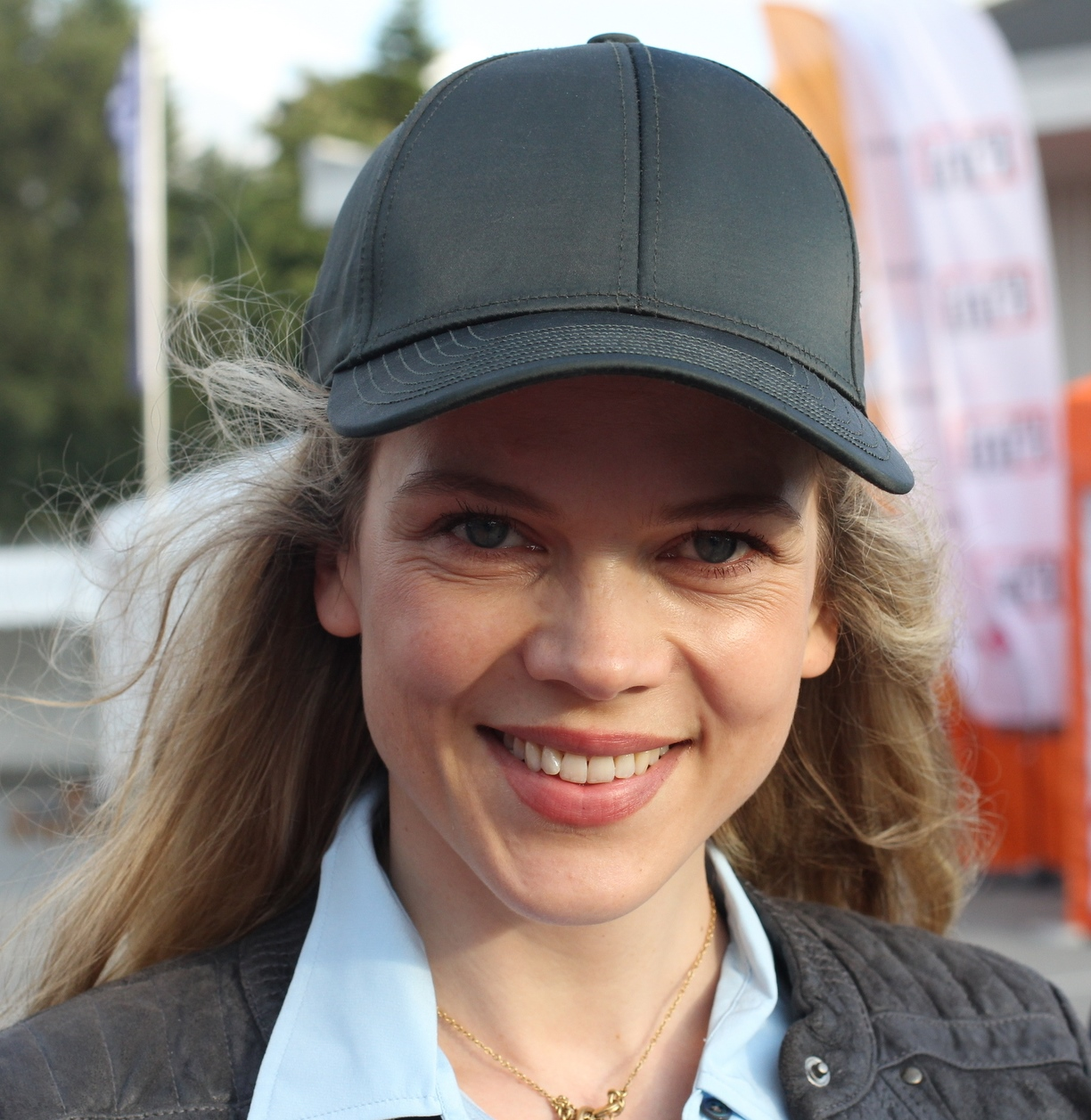
Ane Dahl Torp

- Liv Arnesen (* 1953), Skilangläuferin und Abenteurerin
- Rasmus Hansson (* 1954), Biologe, Umweltaktivist und Politiker
- Øystein Sevåg (* 1957), New-Age-Musiker
- Torill Fjeldstad (* 1958), Skirennläuferin
- Kikkan Haugen (* 1960), Diplomat
- Sverre Løken (* 1960), Ruderer
- Beate Grimsrud (1963–2020), Schriftstellerin und Filmregisseurin
- Anne Jahren (* 1963), Skilangläuferin
- Dordi Nordby (* 1964), Curlerin
- Eirik Newth (* 1964), Sachbuchautor, freier Schriftsteller und Übersetzer
- Jan Tore Sanner (* 1965), Politiker, Mitglied des Storting, Minister
- Harald Eia (* 1966), Entertainer
- Tone Wilhelmsen Trøen (* 1966), Politikerin
- Ingrid Margrethe Gjerde (* 1968), Offizierin
- Erlend Skomsvoll (* 1969), Jazzmusiker (Piano, Arrangement, Komposition)
- Anniken Huitfeldt (* 1969), Politikerin, Mitglied des Storting, Ministerin
- Kjell Arne Gøranson (* 1970), Beachvolleyballspieler
- Cecilie Østensen Berglund (* 1971), Juristin
- Ragnhild Imerslund (* 1971), Diplomatin
- Solveig Slettahjell (* 1971), Jazzsängerin
- Hans Petter Buraas (* 1975), Skirennläufer
- Ola G. Furuseth (* 1975), Schauspieler
- Tommy Karlsen Sandum (1975–2024), Schauspieler
- Ane Dahl Torp (* 1975), Schauspielerin
- Pål Mathiesen (* 1977), Sänger
- Pernille Sørensen (* 1977), Komikerin, Schauspielerin und Drehbuchautorin
- Ola Gjeilo (* 1978), Pianist und Komponist
- Kenneth Klev (* 1978), Handballspieler
- Camilla Holth (* 1978), Curlerin
- Siri Nordby (* 1978), Fußballspielerin
- Andreas Hauger (* 1979), Fußball- und Bandyspieler
- Nils Jørgen Kaalstad (* 1979), Schauspieler und Musiker
- Charlotte Hovring (* 1979), Curlerin

### 1981 bis 1990

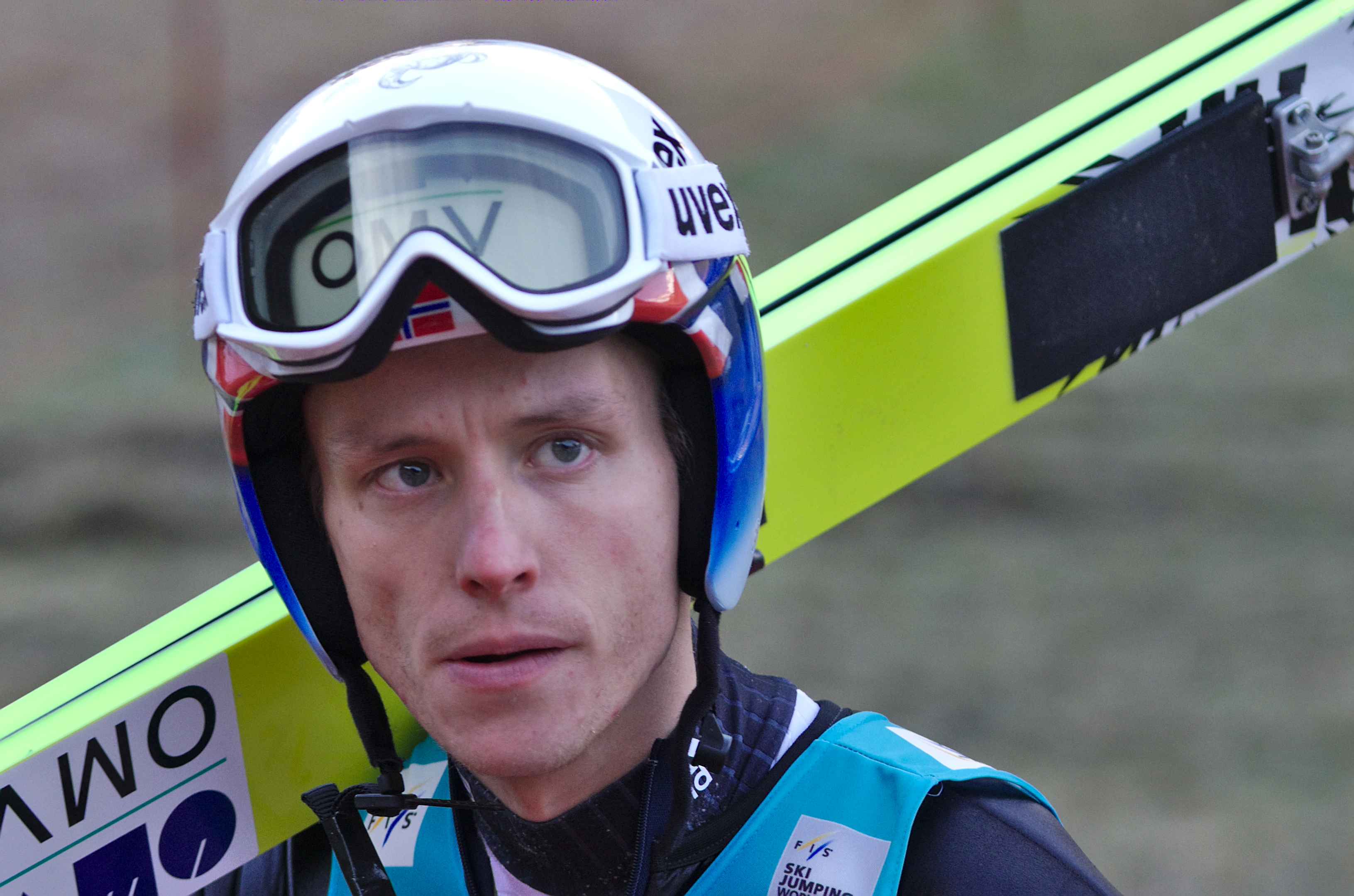
Rune Velta

- Hedda Strand Gardsjord (* 1982), Fußballspielerin
- Morten Skjønsberg (* 1983), Fußballspieler
- Marianne Rørvik (* 1983), Curlerin
- Henrik Asheim (* 1983), Politiker
- Erlend Mamelund (* 1984), Handballspieler
- Simen Østensen (* 1984), Skilangläufer
- Erik Huseklepp (* 1984), Fußballspieler
- Henning Hauger (* 1985), Fußballspieler
- Andreas Vilberg (* 1985), Skispringer
- Terje Hilde (* 1986), Skispringer
- Linn Gossé (* 1986), Handballspielerin
- Morten Gjesvold (* 1986), Skispringer
- Petter Brenna (* 1986), Skirennläufer
- Tom Hilde (* 1987), Skispringer
- Leif Kristian Nestvold-Haugen (* 1987), Skirennläufer
- Herbert Nordrum (* 1987), Film- und Theaterschauspieler
- Rune Velta (* 1989), Skispringer
- Tiril Eckhoff (* 1990), Biathletin
- Julie Jensen (* 1990), Freestyle-Skierin
- Thomas Kristensen (* 1990), Handballspieler
- Andreas Martinsen (* 1990), Eishockeyspieler
- Silje Solberg (* 1990), Handballspielerin
- Sanna Solberg (* 1990), Handballspielerin
- Thomas Rogne (* 1990), Fußballspieler
- Kristin Nørstebø (* 1990), Handballspielerin

### Ab 1991

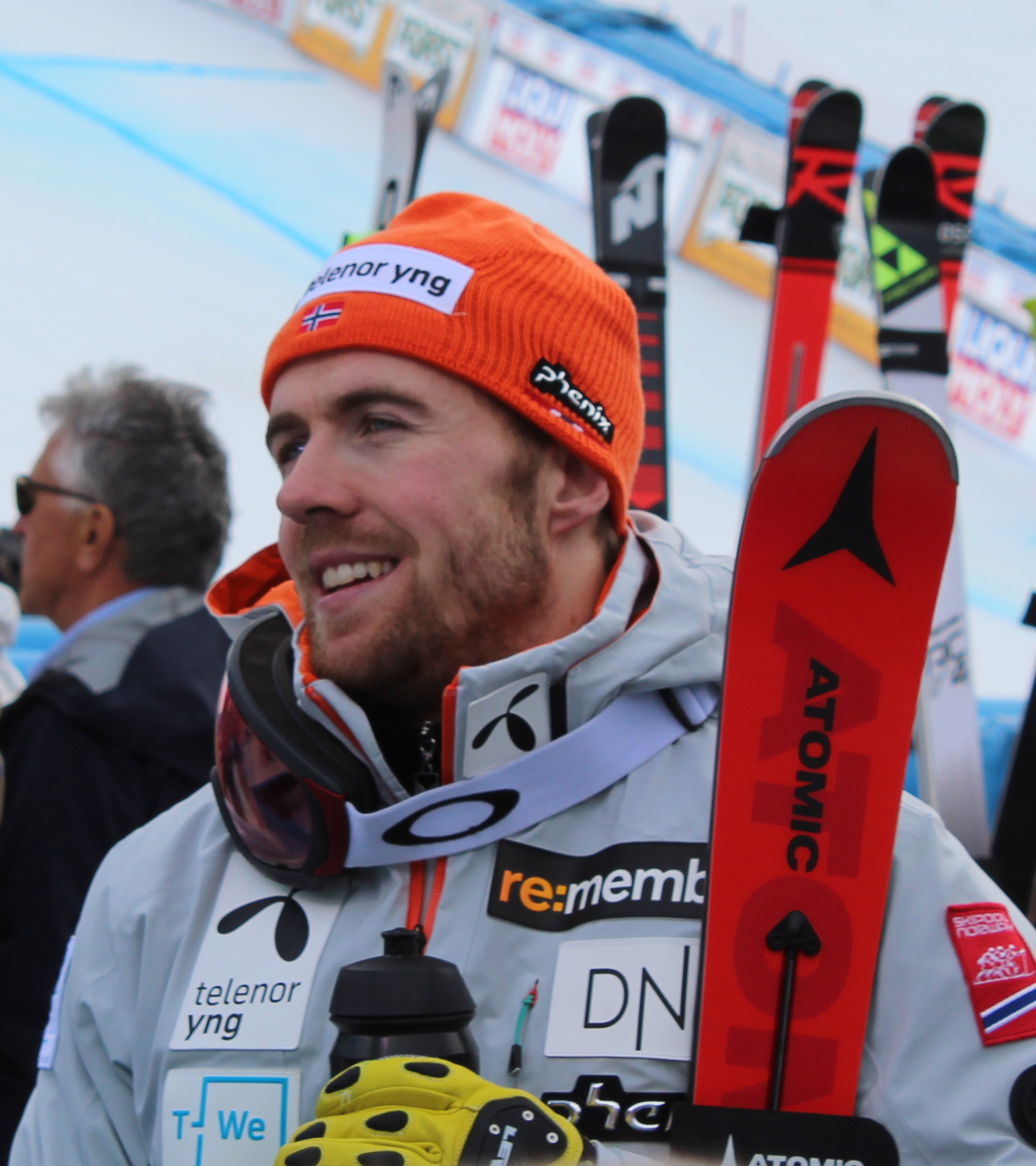
Aleksander Aamodt Kilde

- Morgan Sulele (* 1991), Sänger und Songwriter
- Lotte Smiseth Sejersted (* 1991), Skirennläuferin
- Emilie Bosshard Haavi (* 1992), Fußballspielerin
- Kristine Gjelsten Haugen (* 1992), Skirennläuferin
- Aleksander Aamodt Kilde (* 1992), Skirennläufer
- Ståle Sandbech (* 1993), Snowboarder
- Tiril Merg (* 1993), Handballspielerin
- Ingrid Landmark Tandrevold (* 1996), Biathletin
- Helene Fauske (* 1997), Handballspielerin
- Andreas Hanche-Olsen (* 1997), Fußballspieler
- Sturla Holm Lægreid (* 1997), Biathlet
- Simen Lyngbø (* 1998), philippinisch-norwegischer Fußballspieler
- Ola Brynhildsen (* 1999), Fußballspieler
- Tobias Grøndahl (* 2001), Handballspieler
- Madeleine Hylland (* 2001), Squashspielerin
- Justine Kielland (* 2002), Fußballspielerin
- Isak Frey (* 2003), Biathlet

## Personen mit Bezug zu Bærum

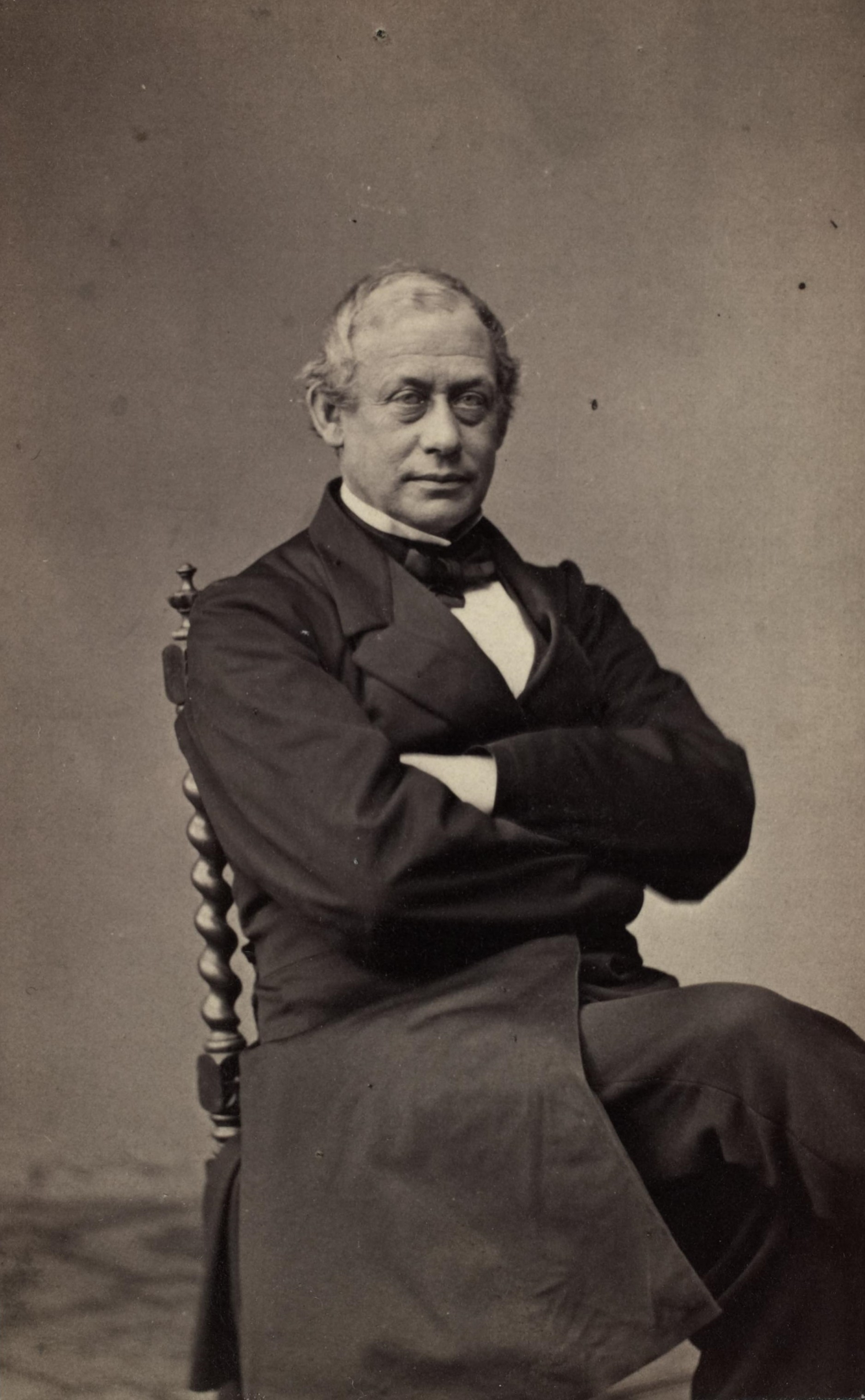
Frederik Stang

- Frederik Stang (1808–1884), konservativer Politiker, Ministerpräsident, Mitglied des Storting und Jurist
- Gerhard Munthe (1849–1929), Maler, Grafiker und Designer
- Adolf Schirmer (1850–1930), Architekt deutscher Abstammung
- Karen Grude Koht (1871–1960), Pädagogin, Autorin und Frauenrechtlerin
- Halvdan Koht (1873–1965), Historiker und Politiker
- Werner Werenskiold (1883–1961), Geologe und Geograph
- Åse Gruda Skard (1905–1985), Hochschullehrerin, Kinderpsychologin und Autorin
- Mette Dagny Nielsen, ab 1935 Mette Schou (1909–1990), Malerin und Weberin
- Arne Skouen (1913–2003), Journalist, Regisseur, Drehbuchautor und Autor
- Helge Seip (1919–2004), Politiker (Venstre, Det Nye Folkepartiet), Minister und Journalist
- Mattis Mathiesen (1924–2010), Fotograf, Kameramann und Filmproduzent
- Astrid Folstad (1932–2009), Schauspielerin
- Harald Heide-Steen junior (1939–2008), Schauspieler und Komiker
- Andreas Haukeland, auch Tix (* 1993), Sänger